# ユニゾホールディングス
ユニゾホールディングス株式会社は、不動産事業とホテル事業を行う日本の企業グループの持株会社である。東証1部に上場していたが、2020年に日本初の上場企業のエンプロイー・バイアウト（EBO）により上場廃止となった。

## 概要
旧日本興業銀行（現・みずほ銀行）系の不動産会社が前身であり、2009年には東京証券取引所に上場した。事業は、元々興銀系オフィスビルの管理が中心であったが、東京都内を中心としたオフィスビルの保有・賃貸を手掛ける不動産事業と、宿泊特化型ホテル（ビジネスホテル）である「ホテルユニゾ」、「ユニゾイン」、「ユニゾインエクスプレス」の3ブランドを運営するホテル事業、アメリカ合衆国ニューヨークとワシントンにおける賃貸不動産事業（海外事業）の3本柱となっていった。

### 非上場化
ユニゾの株価は低迷しており、2019年6月末時点で株価は1株1,844円、時価総額は631億円、株価純資産倍率（PBR）は0.58倍、保有不動産含み益を勘案した実質PBRは0.25倍であった。
2019年7月10日にホテル事業の拡大を目論むエイチ・アイ・エス（HIS）による株式公開買付け（TOB）の実施を発表、買付価格は1株3,100円であった。同年8月6日にユニゾはTOBに反対することを表明し、16日にはフォートレス・インベストメント・グループが白馬の騎士（ホワイトナイト）として買付価格1株4,000円でTOBすることに賛同することを表明し、後に反対に転じる。市場の株価はHISのTOB価格を上回る水準まで上昇しており、HISのTOBへの応募はゼロとなり、HISは撤退した。
その後、ブラックストーン・グループがフォートレスの買付価格を上回るTOBを発表したのに続き、2019年12月22日にはユニゾ従業員とローンスターが共同で設立した「チトセア投資」がTOBを発表し、各社がTOB価格の引き上げを繰り返し、最終的には2020年4月2日にチトセア投資の提示価格1株6,000円で決着することとなり、日本初の上場企業のエンプロイー・バイアウト（EBO）が成立した。全株取得の総額は約2,050億円であった。2020年6月18日に東証より上場廃止となった。
ユニゾのTOB合戦と相前後して発生した新型コロナウイルスの影響により傘下のホテル事業が苦境に陥った上、EBOにあたってローンスターから借り入れた約2000億円の融資返済が重荷となり、保有するオフィスビル及びホテル等の資産売却や、運営するホテルの半数から撤退を強いられた。有価証券報告書によると、2021年3月期の配当金は総額532億円（前期は15億円）であり、更にチトセア投資に対し2021年3月期に2,572億円の貸付を実施し、貸付金残高は2021年3月末で2,060億円、2022年3月末で2,051億円となっている。
信用面では日本格付研究所（JCR）の長期発行体格付がTOB前はBBB+であったが、メインバンクみずほ銀行との関係性変化、TOBに伴う借入金の実質的な負担、物件売却に拠る収益低下などにより、2020年12月にはBB+（ネガティブ）まで低下した。社債の流通価格の低下も報じられていいる。2022年1月にBB（ネガティブ）、2022年7月にB+（ネガティブ）となったと同時に、信用がさらに低下した。
この間、私的整理を前提としたスポンサーの模索を続けていたが合意に至らず、2023年5月26日に償還予定の社債（100億円）の返済原資の見通しが立たなくなったため、2023年4月26日に東京地方裁判所へ民事再生法の適用を申請し、同日付で保全監督命令を受けた。
2024年3月6日、シンガポールの資産運用会社・3Dインベストメント・パートナーズをスポンサーとする再建計画案が成立。ホテル事業はアメリカ投資ファンドのコールバーグ・クラビス・ロバーツ（KKR）が別途スポンサーとなることが決まった。4月23日にユニゾホテルはコールバーグ・クラビス・ロバーツに譲渡され、分離独立。ユニゾホールディングスは親会社・チトセア投資と子会社・ユニゾ不動産、孫会社・ユニゾファシリティーズと一体化した小規模の賃貸不動産会社として再出発を図ることになり、ここにユニゾグループは正式に分裂した。ワシントンにおける海外事業は撤退し、清算する。一方、買収されたホテルユニゾチェーンはマリオット・インターナショナルのブランドホテル「フォーポイント・エクスプレス・バイ・シェラトン」にリブランドされることになった。

## 沿革
- 1959年（昭和34年）9月 - 実質的な前身となる大商不動産株式会社を設立。
- 1966年（昭和41年）5月 - 「泉州物産株式会社」及び「八千代興業株式会社」と合併。
- 1972年（昭和47年）6月 - 常和興産株式会社に商号変更。
- 1977年（昭和52年）
  - 5月 - 株式会社サン・ホテル（現・ユニゾホールディングス株式会社）を設立。
  - 9月 - 「常和ビルディング株式会社」を設立。
- 2004年（平成16年）3月 - サン・ホテルが常和興産及び常和ビルディングを吸収合併。常和ホールディングス株式会社に商号変更し、持株会社制に移行。
- 2009年（平成21年）6月 - 東京証券取引所第2部に株式上場。
- 2011年（平成23年）2月 - 東京証券取引所第1部に指定。
- 2014年（平成26年）12月 - 「Jowa Holdings NY, LLC」を設立。
- 2015年（平成27年）7月 - ユニゾホールディングス株式会社に商号変更。常和不動産を「ユニゾ不動産株式会社」に、常和ホテルを「ユニゾホテル株式会社」に、常和ビルサービスを「ユニゾファシリティーズ株式会社」に、Jowa Holdings NY, LLCを「UNIZO Holdings U.S., LLC」に商号変更。
- 2019年（令和元年）8月 - ユニゾ不動産が八千代ゴルフクラブを太平洋クラブに譲渡。（現・太平洋クラブ八千代コース）
- 2020年（令和2年）6月 - 上場廃止。
- 2023年（令和5年）4月 - 東京地裁に民事再生法適用を申請。負債総額は1262億円[7][8]。
- 2024年（令和6年）4月 - ユニゾホテルを譲渡。

## 主要子会社
- ユニゾ不動産株式会社 - 日本国内オフィスビル等の保有・賃貸・アセットマネジメント・プロパティマネジメント、不動産仲介
  - UNIZO Holdings U.S., LLC - 米国オフィスビル等の保有・賃貸・管理
  - ユニゾファシリティーズ - 日本国内オフィスビル等の清掃・管理

## 事業所
- 本社：東京都新宿区西早稲田二丁目18番20号（VORT西早稲田）
  - 2024年（令和6年）10月10日に東京都港区三田三丁目4番10号（リーラヒジリザカ）から移転
  - 2022年（令和4年）2月17日に神奈川県横浜市中区尾上町五丁目77番地2（馬車道ウェストビル）から移転
  - 2020年（令和2年）9月1日に東京都中央区八丁堀二丁目10番9号（ユニゾ八丁堀ビル）から移転